# Castell d'Esclanyà
El castell d'Esclanyà és un antic castell del que resta una torre romànica incorporada a una masia, situat al nucli d'Esclanyà en el municipi de Begur (Baix Empordà). És conegut popularment com la Torre d'Esclanyà. Està declarat Bé Cultural d'Interès Nacional.

## Descripció
Resta una gran torre de planta rectangular del segle xii, adossada a un edifici del segle xviii. El parament és de carreus petits, escairats i afilerats, amb forats o encaixos per a bastides. Al costat nord hi ha escasses restes del coronament de merlets. A la façana de llevant hi destaca un matacà al qual dona una obertura adovellada d'arc de mig punt. Al sud fou oberta a l'aparell romànic una finestra amb llinda datada el 1704. L'interior és dividit en tres plantes; les voltes de pedra morterada hi són força ben conservades. Al costat de ponent, a la part inferior de la torre, s'hi adossa un edifici del segle XVI-XVII, de dues plantes, construït probablement aprofitant restes de la fortalesa medieval. Posseeix algunes obertures amb llindes sobre mènsules. A la banda nord hi ha adossades a la torre algunes dependències agrícoles d'època molt més tardana.

## Història
El castell termenat està documentat el 1362, tot i que per les seves característiques constructives sabem que ha de ser molt més antic. En un document d'aquesta data surten esmentats els drets de pescar peixos i corall que tenien els homes del castell d'Esclanyà. tant a la mar del terme del castell com a la zona marítima que depenia del terme del castell de Begur.

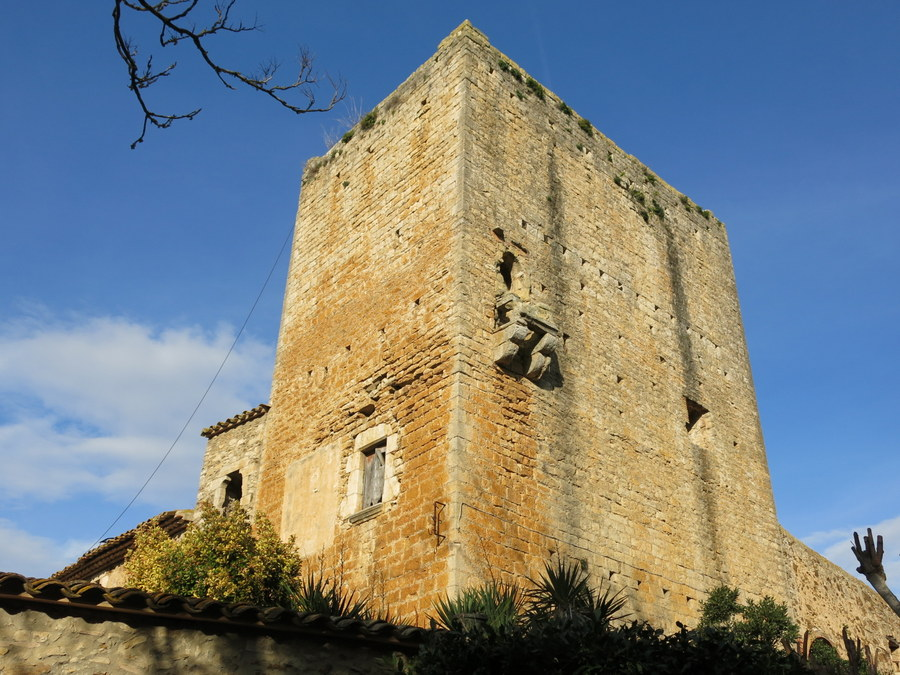
Castell d'Esclanyà. Matacà i obertura adovellada a llevant (2019)

Pertanyia a la baronia de Begur que l'any 1309 fou donada per Jaume el Just a Bernat de Cruïlles i de Peratallada, amb motiu de la seva participació en la «Croada d'al-Mariyya». Aquesta baronia, amb el lloc i el castell d'Esclanyà, estigué en poder dels Cruïlles fins al 1604. Actualment l'edifici serveix de masia i dependències agrícoles a les quals s'incorpora la torre romànica.